# Castle Rock (Waszyngton)
Castle Rock – miasto w Stanach Zjednoczonych, w stanie Waszyngton, w hrabstwie Cowlitz.